# Hatcheria macraei
Hatcheria macraei, conocido como bagre de torrentes o bagre patagónico es una especie  de pez gato (orden Siluriformes) de la familia Trichomycteridae,  y la única especie del género Hatcheria. Es un pez que alcanza 21 cm  y habita en los ríos andinos de Argentina, entre 29º y 45º30'S y en áreas colindantes en la Patagonia chilena. 